# Olivier Giroud
Olivier Jonathan Giroud (pronunție în franceză [ɔlivje ʒiʁu]; n. 30 septembrie 1986, Chambéry, Rhône-Alpes, Franța) este un fotbalist francez, care joacă pe post de atacant la Los Angeles în Major League Soccer. Pe plan internațional, are prezențe la națională pentru Franța.

## Carieră

### Grenoble
Giroud a petrecut cinci ani dezvoltându-se la academia de tineret a lui Grenoble, înainte de a semna primul său contract profesionist la vârsta de 21 de ani. Mai târziu, a recunoscut că semnarea primului său contract a fost o parte importantă în dezvoltarea sa ca jucător, declarând „Mi-a trebuit să semnez primul meu contract profesionist pentru a deveni conștient de abilitățile mele. Dacă ați avut încredere în mine [un club], a fost pentru că trebuie să fi avut niște calități." Înainte de sezonul 2005-2006, el a fost promovat la echipa de rezervă a clubului, care juca în Championnat de France Amateur 2, al cincilea nivel al fotbalului francez. Giroud a devenit rapid un jucător important în echipă, marcând 15 goluri în 15 meciuri. Performanțele sale de peste șapte luni cu echipa de rezervă au dus la chemarea jucătorului la echipa de seniori în martie 2006 de către managerul Thierry Goudet. Giroud și-a făcut debutul profesionist pe 27 martie, apărând ca înlocuitor la sfârșitul meciului într-un egal 1–1 cu Gueugnon în Ligue 2. A făcut parte din echipa de seniori pentru tot restul campaniei, făcând încă cinci apariții de pe banca de rezerve.

### Împrumut la Istres
În încercarea de a câștiga ceva timp de joc, Giroud a petrecut sezonul 2007-2008 împrumutat la Istres în Championnat National, al treilea nivel de fotbal din Franța. Sub tutela managerului Frédéric Arpinon, și-a continuat dezvoltarea ca atacant și, în al doilea meci cu clubul, a marcat primul său gol într-o victorie cu 2-1 împotriva lui Laval. Două săptămâni mai târziu, Giroud a marcat goluri în meciurile consecutive împotriva lui Vannes și Créteil. A marcat prima sa dublă a sezonului într-o victorie cu 2-0 împotriva lui Arles-Avignon. O două săptămâni mai târziu, Giroud a transformat din nou două goluri, de data aceasta într-o victorie cu 3–2 asupra lui Pau. După ce a trecut prin lunile noiembrie și decembrie fără a marca un gol în ligă, Giroud a revenit în formă în ianuarie, marcând goluri într-o înfrângere cu 3-2 în fața lui Vannes și o victorie cu 2-0 în fața Beauvais. A încheiat campania marcând goluri în meciurile din liga din aprilie împotriva Parisului și Martigues, ceea ce a adus numărul total de goluri cu Istres la 14. Din cele 14 goluri, Giroud a marcat doar patru pe Stade Parsemain, stadionul de acasă al lui Istres.

### Tours
Pe 28 mai 2008, a fost raportat că Giroud a fost de acord în a semna un contract de trei ani cu clubul din Ligue 2, Tours. Atacantul a fost atras către club de directorul sportiv Max Marty, care anterior fusese directorul executiv al lui Grenoble, fostul club al lui Giroud. De asemenea, lui Giroud i-a plăcut managerul lui Tours, Daniel Sanchez, afirmând: "Este întotdeauna un plus să ai un fost atacant ca antrenor. Sfaturile lui pentru mine m-au ajutat foarte mult. Cu el, am progresat în poziționarea mea și, de asemenea, în fața porții". Giroud a primit tricoul cu numărul 12 și, din cauza unei accidentări, și-a făcut debutul cu clubul pe 3 septembrie 2008, într-o înfrângere cu 2-1 cu Boulogne în Coupe de la Ligue. Și-a făcut debutul în campionat o săptămână mai târziu, jucând întregul meci într-o victorie cu 1-0 împotriva lui Nîmes. O lună mai târziu, Giroud a marcat primul său gol pentru club, transformând deschiderea într-un meci de ligă împotriva lui Lens. În a doua repriză, a marcat un alt gol pentru a finaliza o victorie cu 3-1. Două săptămâni mai târziu, Giroud a marcat al treilea gol pentru club într-o victorie asupra lui Ajaccio.
Pe 26 ianuarie 2010, a fost raportat că clubul din Ligue 1 Montpellier l-a semnat pe Giroud de la Tours cu un contract de trei ani și jumătate. Suma transferului a avut un preț de 2 milioane de euro și a fost, de asemenea, anunțat că Montpellier îl va împrumuta pe Giroud înapoi la Tours până la sfârșitul sezonului 2009–10. Atacantul a recunoscut că mutarea la Montpellier l-ar fi de folos cel mai mult afirmând: „Simt că aici (Montpellier), antrenorul și staff-ul mă vor putea ajuta să fac progrese reale. Mediul este ideal, centrul de antrenament este bun, grupul este sănătos și există un stadion frumos, cu un public care răspunde la asta”. În urma transferului, Giroud a petrecut trei săptămâni fără a marca un gol, înainte de a reuși primul său gol pe 19 februarie 2010 într-o victorie împotriva lui Arles-Avignon. Două săptămâni mai târziu, a marcat singurul gol al echipei într-o înfrângere cu 2-1 cu Nantes. Pe 19 martie, Giroud a marcat două goluri într-o victorie în gol împotriva lui Châteauroux. O săptămână mai târziu, a marcat într-o altă victorie în fața lui Strasbourg. După golul cu Strasbourg, Giroud a petrecut șapte meciuri fără să marcheze înainte de a marca în ultima etapă a sezonului împotriva lui Nîmes. A încheiat sezonul cu 42 de apariții și 24 de goluri. Giroud a marcat 21 în campionat și a fost desemnat cel mai bun marcator al ligii. La incheierea sezonului, a fost desemnat Jucătorul Anului din Ligue 2 de către Uniunii Naționale a Fotbaliștilor Profesioniști (UNFP). Giroud a făcut parte din Echipa Anului a campionatului.

## Statistici carieră

### Club
La 12 mai 2019.
| Club          | Sezon         | Campionat            | Campionat | Campionat | Cupă    | Cupă   | Cupa Ligii | Cupa Ligii | Europa  | Europa | Altele  | Altele | Total   | Total  |
| Club          | Sezon         | Divizia              | Meciuri   | Goluri    | Meciuri | Goluri | Meciuri    | Goluri     | Meciuri | Goluri | Meciuri | Goluri | Meciuri | Goluri |
| ------------- | ------------- | -------------------- | --------- | --------- | ------- | ------ | ---------- | ---------- | ------- | ------ | ------- | ------ | ------- | ------ |
| Grenoble      | 2005–06       | Ligue 2              | 6         | 0         | 0       | 0      | 0          | 0          | —       | —      | —       | —      | 6       | 0      |
| Grenoble      | 2006–07       | Ligue 2              | 17        | 2         | 1       | 0      | 1          | 0          | —       | —      | —       | —      | 19      | 2      |
| Grenoble      | Total         | Total                | 23        | 2         | 1       | 0      | 1          | 0          | —       | —      | —       | —      | 25      | 2      |
| Istres        | 2007–08       | Championnat National | 33        | 14        | 0       | 0      | 1          | 0          | —       | —      | —       | —      | 34      | 14     |
| Tours         | 2008–09       | Ligue 2              | 23        | 9         | 2       | 4      | 1          | 0          | —       | —      | —       | —      | 26      | 13     |
| Tours         | 2009–10       | Ligue 2              | 38        | 21        | 1       | 0      | 2          | 2          | —       | —      | —       | —      | 41      | 23     |
| Tours         | Total         | Total                | 61        | 30        | 3       | 4      | 3          | 2          | —       | —      | —       | —      | 67      | 36     |
| Montpellier   | 2010–11       | Ligue 1              | 37        | 12        | 1       | 0      | 3          | 1          | 2       | 1      | —       | —      | 43      | 14     |
| Montpellier   | 2011–12       | Ligue 1              | 36        | 21        | 4       | 2      | 2          | 2          | —       | —      | —       | —      | 42      | 25     |
| Montpellier   | Total         | Total                | 73        | 33        | 5       | 2      | 5          | 3          | 2       | 1      | —       | —      | 85      | 39     |
| Arsenal       | 2012–13       | Premier League       | 34        | 11        | 4       | 2      | 2          | 2          | 7       | 2      | —       | —      | 47      | 17     |
| Arsenal       | 2013–14       | Premier League       | 36        | 16        | 5       | 3      | 1          | 0          | 9       | 3      | —       | —      | 51      | 22     |
| Arsenal       | 2014–15       | Premier League       | 27        | 14        | 5       | 3      | 0          | 0          | 3       | 1      | 1       | 1      | 36      | 19     |
| Arsenal       | 2015–16       | Premier League       | 38        | 16        | 5       | 3      | 2          | 0          | 7       | 5      | 1       | 0      | 53      | 24     |
| Arsenal       | 2016–17       | Premier League       | 29        | 12        | 4       | 2      | 1          | 0          | 6       | 2      | —       | —      | 40      | 16     |
| Arsenal       | 2017–18       | Premier League       | 16        | 4         | 0       | 0      | 3          | 0          | 6       | 3      | 1       | 0      | 26      | 7      |
| Arsenal       | Total         | Total                | 180       | 73        | 23      | 13     | 9          | 2          | 38      | 16     | 3       | 1      | 253     | 105    |
| Chelsea       | 2017–18       | Premier League       | 13        | 3         | 4       | 2      | —          | —          | 1       | 0      | —       | —      | 18      | 5      |
| Chelsea       | 2018–19       | Premier League       | 27        | 2         | 1       | 0      | 3          | 0          | 13      | 10     | —       | —      | 44      | 12     |
| Chelsea       | Total         | Total                | 40        | 5         | 5       | 2      | 3          | 0          | 14      | 10     | —       | —      | 62      | 17     |
| Total carieră | Total carieră | Total carieră        | 410       | 157       | 37      | 21     | 22         | 7          | 54      | 27     | 3       | 1      | 526     | 213    |

1. ↑  Include FA Cup și Coupe de France
2. ↑  Include Football League Cup și Coupe de la Ligue
3. ↑  Include FA Community Shield

### Internațional
La 9 iulie 2024.
| Echipa națională | Sezon | Meciuri | Goluri |
| ---------------- | ----- | ------- | ------ |
| Franța           | 2011  | 2       | 0      |
| Franța           | 2012  | 12      | 2      |
| Franța           | 2013  | 12      | 3      |
| Franța           | 2014  | 9       | 4      |
| Franța           | 2015  | 10      | 4      |
| Franța           | 2016  | 14      | 8      |
| Franța           | 2017  | 10      | 8      |
| Franța           | 2018  | 18      | 4      |
| Franța           | 2019  | 10      | 6      |
| Franța           | 2020  | 8       | 5      |
| Franța           | 2021  | 5       | 2      |
| Franța           | 2022  | 10      | 7      |
| Franța           | 2023  | 9       | 3      |
| Franța           | 2024  | 8       | 1      |
| Total            | Total | 137     | 57     |

## Palmares

### Club
Montpellier
- Ligue 1 (1): 2011–12

Arsenal
- FA Cup: 2013–14, 2014–15, 2016–17
- FA Community Shield: 2014, 2015, 2017

Chelsea
- FA Cup: 2017–18[12]

### Individual
- UNFP Ligue 1 Team of the Year (1): 2011–12
- Golgheter în Ligue 1 (1): 2011–12
- Golgheter în Ligue 2 (1): 2009–10
- UNFP Ligue 2 Player of the Year (1): 2009–10
- UNFP Ligue 2 Team of the Year (1): 2009–10
- Ligue 2 UNFP Player of the Month (2): septembrie 2009, noiembrie 2009[13]